# Irena Jež
Irena Jež (Slovenj Gradec, 10 ottobre 1954) è un'ex sciatrice alpina slovena che gareggiò per la nazionale jugoslava.

## Biografia
Sciatrice polivalente, in Coppa del Mondo la Jež esordì il 4 gennaio 1971 a Maribor in slalom gigante (59ª) e ottenne il miglior risultato il 2 gennaio 1973 nella medesima località in slalom speciale (13ª); ai Mondiali di Sankt Moritz 1974, sua unica presenza iridata, si classificò 35ª nella discesa libera, 33ª nello slalom gigante, 25ª nello slalom speciale e 10ª nella combinata. L'ultima gara della sua carriera internazionale fu lo slalom speciale di Coppa del Mondo disputato a Starý Smokovec il 7 marzo dello stesso anno, non completato dalla Jež, mentre il suo ultimo successo agonistico fu la medaglia d'oro vinta nella combinata ai Campionati jugoslavi 1978; non prese parte a rassegne olimpiche.

## Palmarès

### Campionati jugoslavi
- 9 ori (slalom gigante, slalom speciale, combinata nel 1973; slalom gigante, slalom speciale, combinata nel 1974; slalom speciale nel 1975; slalom gigante nel 1977; combinata nel 1978)[1]